# 顏晉
顏晉（?—?），春秋末期齐国人，颜涿聚的儿子。
前472年（周元王四年、晋出公三年、齐平公九年、鲁哀公二十三年），在晋齐隰地之役中，颜涿聚被晋国智伯瑶俘虏后遇害。前468年（周贞定王元年、晋出公七年、郑声公三十三年、齐平公十三年、鲁哀公二十七年），智伯瑶率军进攻郑国，驻军桐丘（今河南省鄢陵县东）。郑国的驷弘向齐国求援。齐国陈恒集合颜晋等齐国阵亡将士的子弟，让他们三天内朝见齐平公。设乘车两马系五色。陈恒勉励颜晋：“隰地一役，你的父亲死难。因国家多难，没能抚恤你。现今国君命令赐你城邑，穿朝服驾车去朝见，不要辜负你父亲的功劳。”齐军出兵救援郑国。智瑶听说，不想和齐国作战，就收兵回国。